# 小行星5041
小行星5041（英語：5041 Theotes）是一颗围绕太阳公转的小行星。1973年9月19日，C. J. 万·豪敦、I. 万·豪敦-格勒内费尔德、T. 赫雷爾斯在帕洛马山发现了此天体。
这颗小行星的绝对星等为104.1284513825316等。小行星5041以希臘神話的人物西奧特斯（Theotes）命名。